# سیارک ۲۲۶

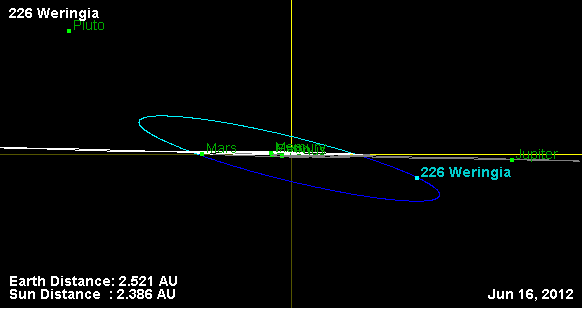
مختصات سیارک 226

سیارک ۲۲۶ (به انگلیسی: 226 Weringia) دویست و بیست و ششمین سیارک کشف شده‌است که در ۱۹ ژوئیه ۱۸۸۲ و در وین کشف شد.
قدر مطلق سیارک برابر ۹٫۷۰ است.